# アハメド・ナシード
アハメド・ナシード（Ahmed Nashid、1989年4月4日 - ）は、モルディブのサッカー選手。ディヴェヒ・リーグ・VBアッドゥFC所属。またモルディブ代表。ポジションはFW。

## 代表歴
2013年2月12日に行われたパキスタン代表との親善試合でリルワン・ワイードと交代し途中出場、代表デビューを果たした。